# High-Flyer
High-Flyer (chinês: 幻方; pinyin: Huàn Fāng) é uma empresa chinesa de fundos de cobertura, fundada em fevereiro de 2016. Seu endereço de registro legal está em Liampó, Zhejiang, enquanto sua sede principal fica em Hangzhou. A empresa é a criadora e mantenedora da DeepSeek, uma companhia de inteligência artificial.

## História
A High-Flyer foi fundada em fevereiro de 2016 por Liang Wenfeng e dois de seus colegas da Universidade de Zhejiang. Durante a crise financeira de 2007–2008, enquanto ainda eram estudantes, eles começaram a desenvolver ideias para negociação algorítmica.
A empresa possui duas subsidiárias regulamentadas pela AMAC: a Zhejiang High-Flyer Asset Management Co., Ltd., fundada em 2015, e a Ningbo High-Flyer Quant Investment Management Partnership LLP, estabelecida em 2016. Juntas, essas subsidiárias administram mais de 450 produtos de investimento.
Em 2016, a High-Flyer experimentou um modelo multifatorial baseado em preço e volume para assumir posições em ações. No ano seguinte, iniciou os testes em operações de negociação e, posteriormente, adotou de forma mais ampla estratégias baseadas em aprendizado de máquina.
Em 2019, a High-Flyer estabeleceu uma subsidiária em Hong Kong regulamentada pela SFC, chamada High-Flyer Capital Management (Hong Kong) Limited. No ano seguinte, essa subsidiária foi aprovada como Investidor Institucional Estrangeiro Qualificado.
Ainda em 2019, a empresa fundou a High-Flyer AI, dedicada à pesquisa de algoritmos de inteligência artificial e suas aplicações fundamentais.
Em 2020, a High-Flyer desenvolveu o Fire-Flyer I, um supercomputador focado em aprendizado profundo de inteligência artificial. O projeto teve um custo aproximado de 200 milhões de yuans.
Em 2021, o Fire-Flyer I foi desativado e substituído pelo Fire-Flyer II, um modelo mais avançado, com um custo de 1 bilhão de yuans e equipado com 10.000 GPUs Nvidia A100.
Nesse mesmo ano, todas as estratégias da High-Flyer passaram a utilizar inteligência artificial, o que levou a comparações com a Renaissance Technologies.
No final de 2021, a High-Flyer divulgou uma declaração pública no WeChat pedindo desculpas pelas perdas de ativos devido ao baixo desempenho. O desempenho de mais de 100 dos seus produtos de investimento caiu mais de 10%. A High-Flyer afirmou que seus modelos de IA não cronometravam bem as negociações, embora sua seleção de ações fosse boa em termos de valor a longo prazo. Os modelos assumiriam riscos maiores durante as flutuações do mercado, o que aprofundaria o declínio. Além disso, a empresa declarou que havia expandido seus ativos muito rapidamente, o que levou a estratégias comerciais semelhantes que tornaram as operações mais difíceis. Até este ponto, a High-Flyer produziu retornos que foram 20%-50% superiores aos índices de referência do mercado de ações nos últimos anos.
Em março de 2022, a High-Flyer aconselhou certos clientes sensíveis à volatilidade a retirarem o seu dinheiro, uma vez que previa que o mercado teria mais probabilidades de cair ainda mais.
Em abril de 2023, a High-Flyer anunciou que formaria um novo órgão de pesquisa para explorar a essência da inteligência artificial geral. No entanto, não seria usado para realizar negociações de ações. Esta organização seria chamada DeepSeek.
De 2018 a 2024, a High-Flyer superou consistentemente o Índice CSI 300. No entanto, após a repressão regulatória aos fundos quantitativos em fevereiro de 2024, os fundos da High-Flyer ficaram 4 pontos percentuais atrás do índice.
Em julho de 2024, a High-Flyer publicou um artigo em defesa dos fundos quantitativos, em resposta a críticos que os responsabilizavam por flutuações do mercado e pediam sua proibição após o endurecimento das regulamentações. A empresa argumentou que mantinha ações com fundamentos sólidos por longos períodos e realizava operações contrárias à volatilidade irracional, ajudando a reduzir as oscilações do mercado.
Em outubro de 2024, a High-Flyer encerrou seus produtos neutros em relação ao mercado, após um aumento nas ações locais resultar em um short squeeze, fenômeno em que investidores que apostaram na queda de uma ação precisam recomprá-la rapidamente devido a uma alta inesperada, ampliando ainda mais sua valorização.